# Rozérieulles

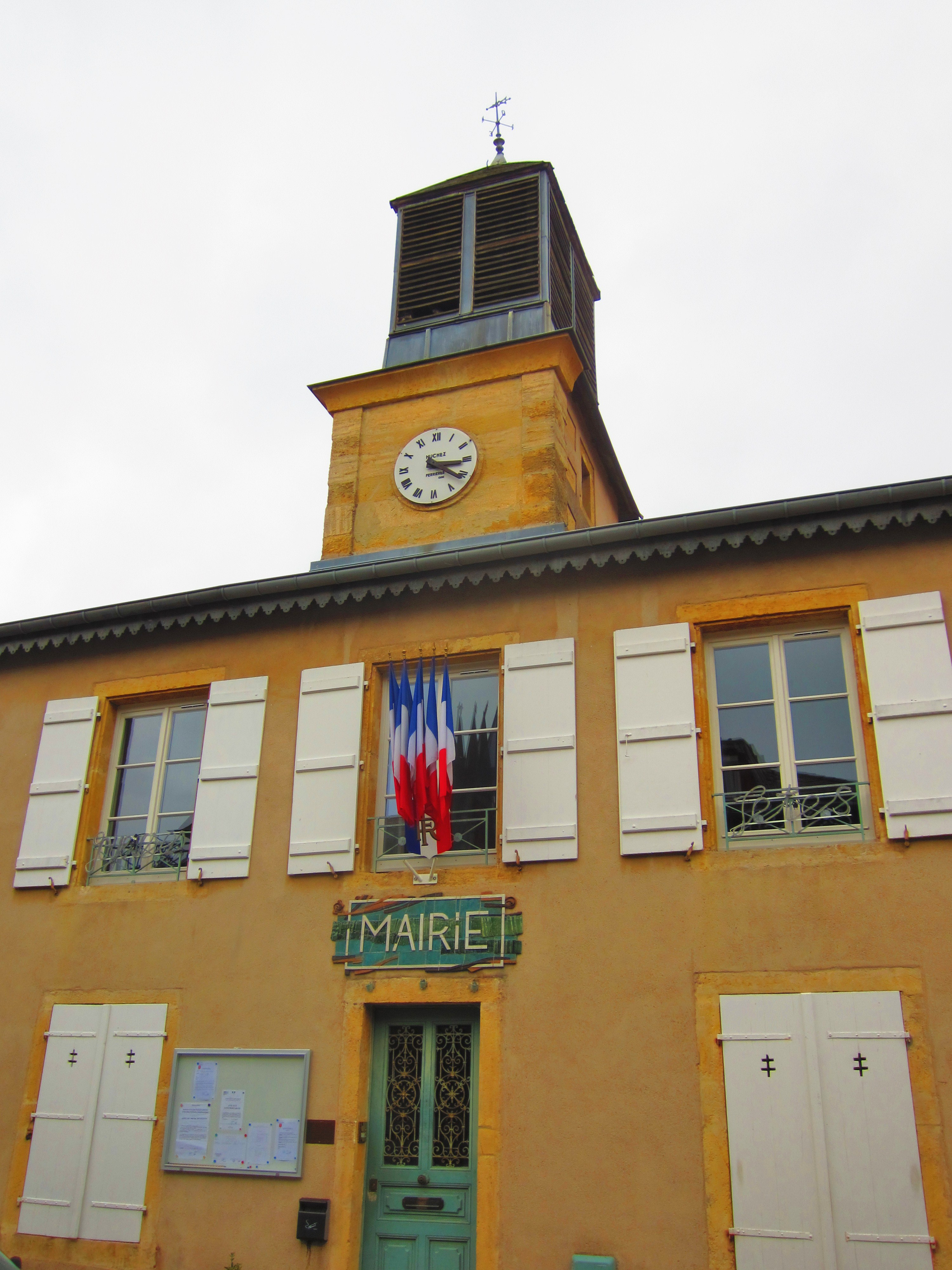
Rathaus (Mairie)

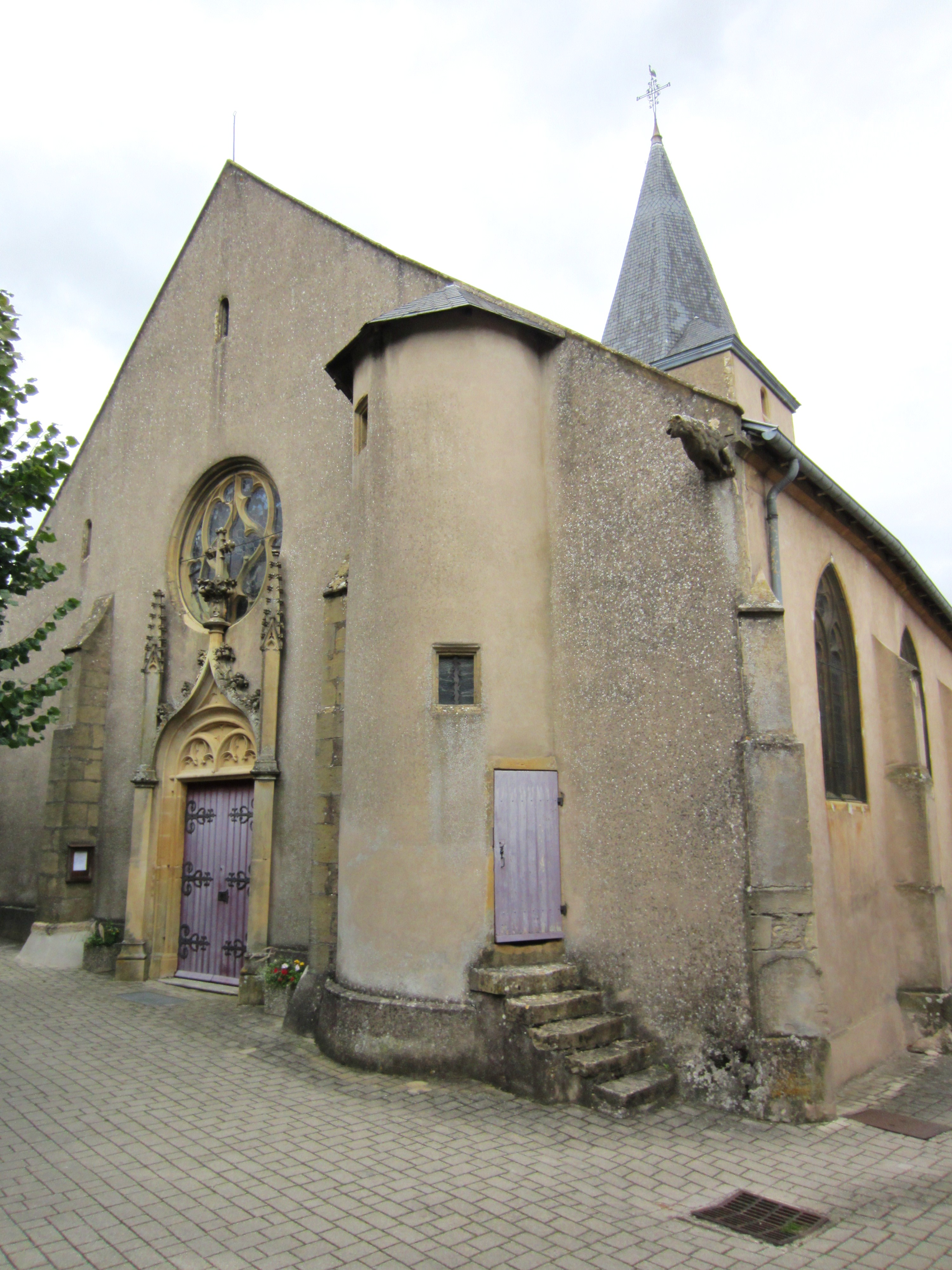
Kirche St. Remi (15.–16. Jh.)

Rozérieulles ist eine französische Gemeinde mit 1330 Einwohnern (Stand 1. Januar 2022) im Département Moselle in der Region Grand Est (bis 2015 Lothringen). Sie gehört zum Arrondissement Metz.

## Geographie
Rozérieulles liegt sieben Kilometer westlich von Metz links der Mosel auf einer Höhe zwischen 184 und 342 m über dem Meeresspiegel, die mittlere Höhe beträgt 234 m. Das Gemeindegebiet umfasst 6,58 km².

## Geschichte
Der Ort wurde 977 erstmals als Rosolae erwähnt. Weitere überlieferte Ortsbezeichnungen sind unter anderem Roserulis (1161), Roserueles (1200), Roserioles (1221), Rouzeruelle (1250) und  Rozerieulle (1487.). Der Ort war im Mittelalter Besitz der Bischöfe von Metz.  Hier verlief einst die Römerstraße von Reims nach Trier.
Im Dezember 1434 wurde der Ort von Horden demobilisierter Söldner verheert und verwüstet, die von Jean Poton de Xaintrailles angeführt wurden. Während der Belagerung von Metz 1444 waren hier Truppen der Belagerer. Während der Belagerung von Metz 1552 durch den französischen König Heinrich II. überfiel der französische Marschall Vieilleville nachts das Dorf Rozérieulles, in dem fünf Kompanien Lanzenknechte und ebenso viele Schwadronen Reiter lagen, und tötete 700 Verteidiger.
Durch den Frankfurter Frieden vom 10. Mai 1871 kam die Region an das deutsche Reichsland Elsaß-Lothringen, und das Dorf wurde dem Landkreis Metz im Bezirk Lothringen zugeordnet. Die Dorfbewohner bauten Kartoffeln, Wein, Obst und besonders Mirabellen an. Auf der Gemarkung des Orts gab es zwei Getreidemühlen, eine Ölmühle, ergiebige Steinbrüche, Kalköfen, eine Bierbrauerei und eine Eisengießerei.
Nach dem Ersten Weltkrieg musste die Region aufgrund der Bestimmungen des Versailler Vertrags 1919 an Frankreich abgetreten werden und wurde Teil des Département Moselle. Im Zweiten Weltkrieg war die Region von der deutschen Wehrmacht besetzt. 
In den Jahren 1915 bis 1918 und 1940 bis 1944 trug der Ort den eingedeutschten Namen Roseringen.

### Bevölkerungsentwicklung
| Jahr      | 1962 | 1968 | 1975 | 1982 | 1990 | 1999 | 2007 | 2019 |
| Einwohner | 961  | 923  | 1115 | 1057 | 916  | 1326 | 1350 | 1343 |

## Sehenswürdigkeiten

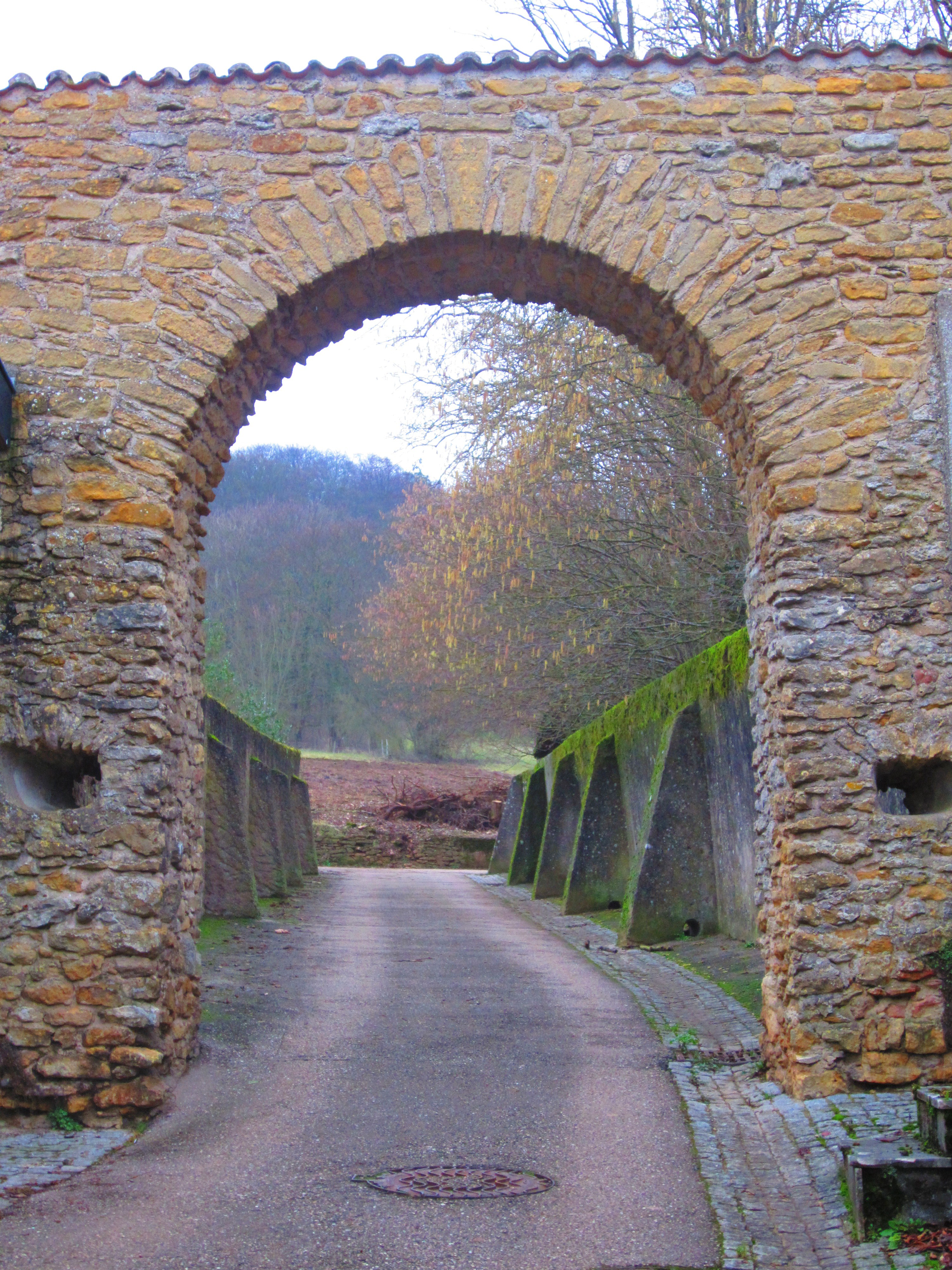
Tor der mittelalterlichen Stadtbefestigung
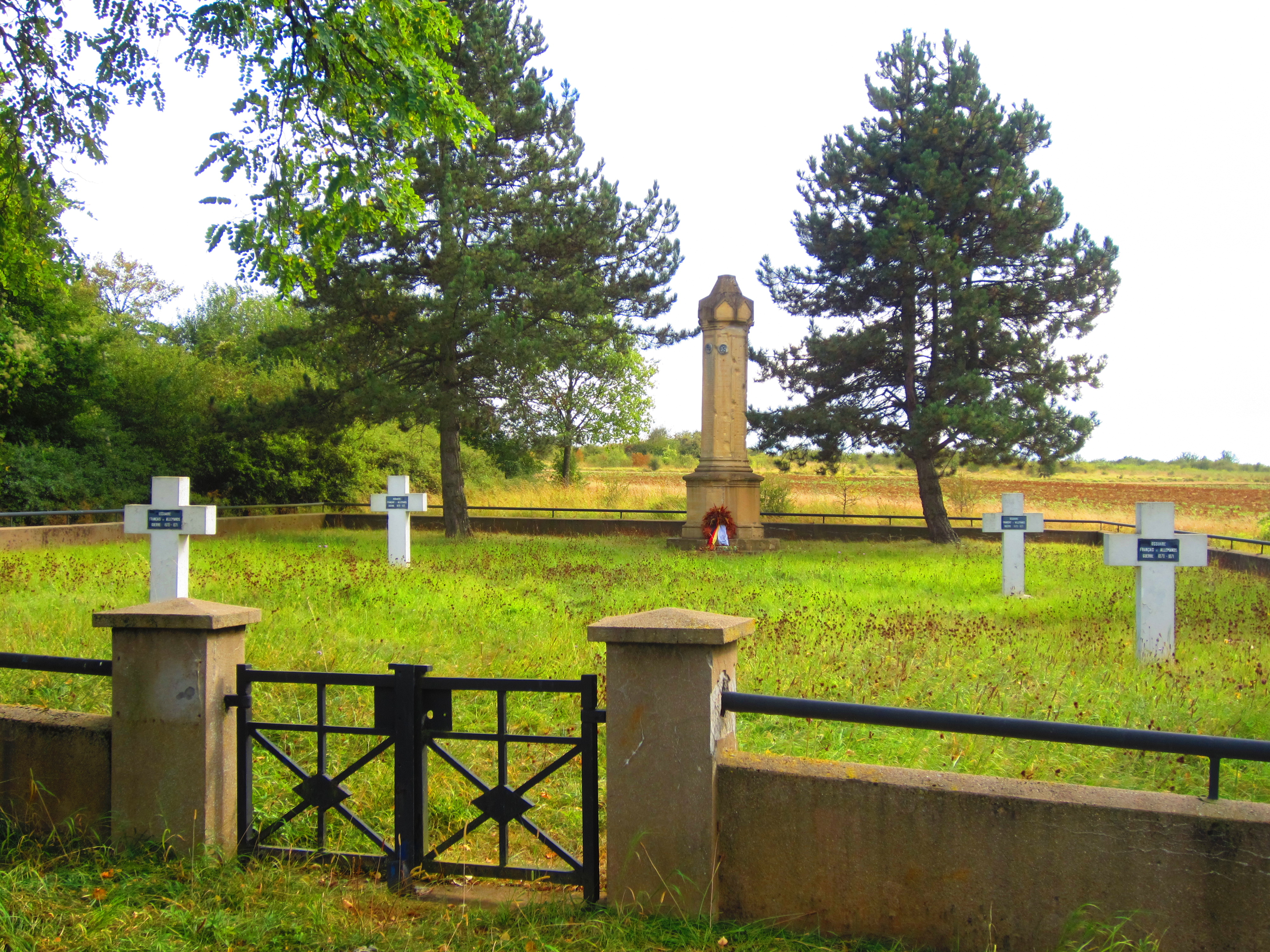
Soldatenfriedhof des Ersten Weltkriegs